# Centaurea mairei
Centaurea mairei là một loài thực vật có hoa trong họ Cúc. Loài này được Faure mô tả khoa học đầu tiên năm 1923.